# توقتمش
توقتمش (توفي 1406) كان الخان البارز في القبيلة الزرقاء، الذي وحد القبيلة البيضاء والقبيلة الزرقاء والتقسيمات الفرعية لـ القبيلة الذهبية في دولة واحدة في غضون فترة قصيرة. وكان سليلاً لأكبر حفيد من سلالة جنكيز خان أو أوردا خان أو أخيه تقى تيمور. 

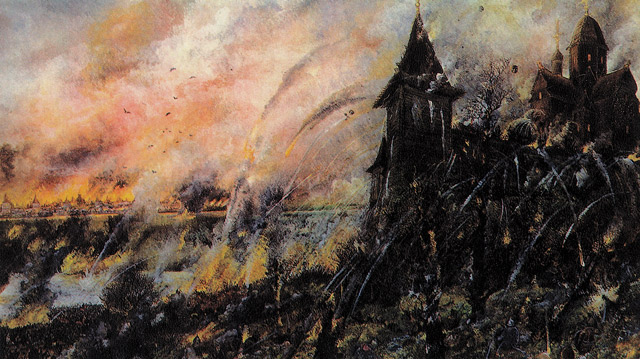
حصار توقتمش لموسكو عام 1382.

## الحملات الأولى
تاريخيًا، ظهر توقتمش عام 1376 محاولاً الإطاحة بعمه أوروس خان، حاكم القبيلة البيضاء وفر هاربًا إلى تيمور العظيم. وعاش توقتمش أكثر من عمه أوروس وجميع أبنائه ثم صعد بقوة على عرش القبيلة البيضاء في 1378 بمساندة تيمور العظيم.
وحلم توقتمش بأن يقتفي أثر أسلافه فوضع الخطط لإعادة توحيد اولوس جوتشي (Ulus Jochi). وفي عام 1380، غزا القبيلة الزرقاء من خلال عبور نهر الفولجا. وقُتل حاكم القبيلة الزرقاء ماماي بعد وقت قصير من معركة كوليكوفو، وهي المعركة التي أدت إلى انتصار توقتمش على جميع القبائل بسهولة.
وبعدما قسم توقتمش القبيلتين الزرقاء والبيضاء إلى القبيلة الذهبية في 1382، قاد حملة ناجحة ضد روسيا كعقوبة على هزيمة كوليكوفو وقمعهم، ولكنها لم تكن النهاية، وتطلع الروس إلى تحرير أنفسهم من حكم المغول. وفي غضون ست سنوات فقط، أعاد توقتمش توحيد أراضي المغول من شبه جزيرة القرم إلى بحيرة بالكاش.

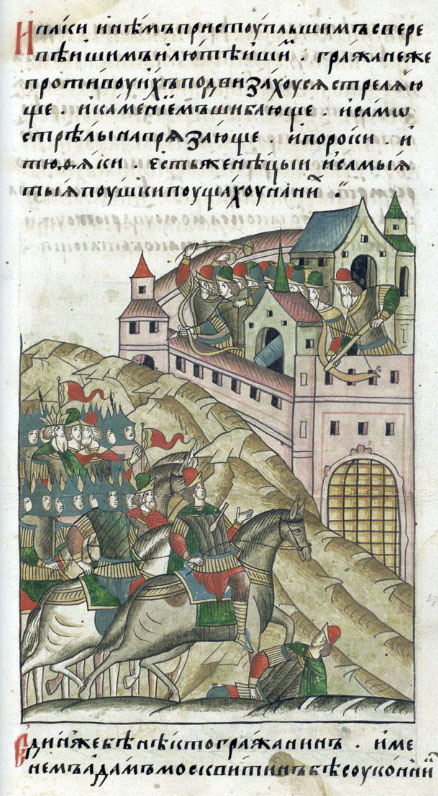
توقتمش في مواجهة موسكو عام 1382

## الحروب أمام تيمورلنك

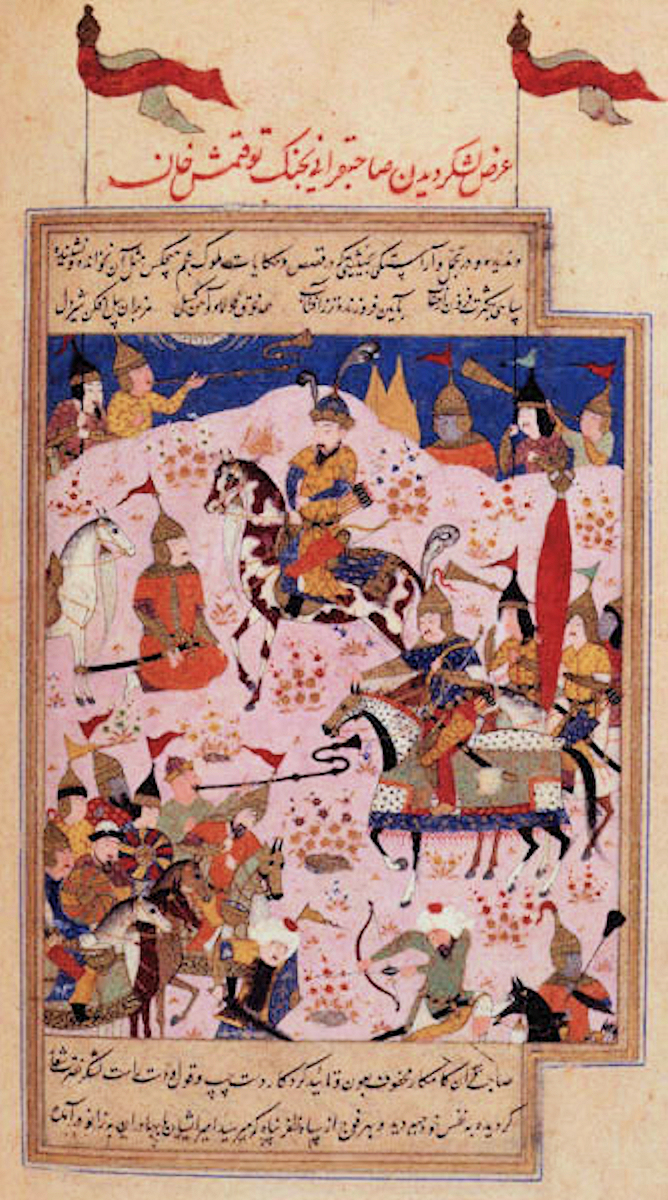
تيمور وجنوده مجتمعون لشن الحرب على القبيلة الذهبية التابعة لخان توقتمش

نظرًا لأنه كان يعتقد أن بإمكانه هزيمة سلالة أمراء جوباني الإليخانية والاستيلاء على الأراضي المتنازع عليها للقوقازيين منذ أيام بركة خان، فقد قام توقتمش في عام 1385 بغزو فارس بجيش مكون من 50000 جندي (أو خمس وحدات تتكون الوحدة من عشرة آلاف جندي) واعتقل تبريز. وفي عودتهم إلى الشمال جلبوا معهم 200000 عبد قوقازي، بما فيهم عشرات الآلاف من الأتراك الأذربيجانيين من مناطق شيرفان وموغان وداغستان. ولقد تبين أنه كان خطأً فادحًا أن يتحرك توقتمش إلى الشمال من القوقاز مما يسمح لخصومه الإيلخانيين أن ينضموا إلى تيمور، الذي ضم أذربيجان وفارس إلى مملكته الموسعة. فغضب توقتمش وعاد ليحارب حليفه السابق.
وفي النهاية، قبل توقتمش الهزيمة وانسحب إلى السهب. ومع ذلك، في عام 1387 غزا توقتمش فجأة بلاد ما وراء النهر وهي قلب مملكة تيمور. ولسوء حظ توقتمش، أجبرته الثلوج الكثيفة على العودة مرة أخرى إلى السهب.
وفي عام 1395، وصلت الأحداث إلى الذروة وهاجم تيمور القبيلة الذهبية وهزم توقتمش في تيريك. نهب تيمور العاصمة، سراي بركة، وجعل القبيلة الذهبية تابعة له، ووضع حاكمًا أشبه بالألعوبة، وهو كويريتشاك (Koirichak)، على عرش اولوس أوردا ونصّب تيمور قوتلاج خانًا على القبيلة.
هرب توقتمش إلى السهوب الأوكرانية وطلب المساعدة من الدوق العظيم فيتاوتاس دوق ليتوانيا. وفي معركة نهر فورسكلا العظيمة (1399)، هزم اثنان من جنرالات تيمور القوات المتحالفة التابعة لتوقتمش وفيتاوتاس، وهما خان تيمور وأمير (مورزا وفيزير) إديغو. وقتل المهزوم توقتمش في تيومين بواسطة رجال إديغو في عام 1406.
وكان آخر خان يضرب العملة بـالكتابة المغولية.

## معرض صور

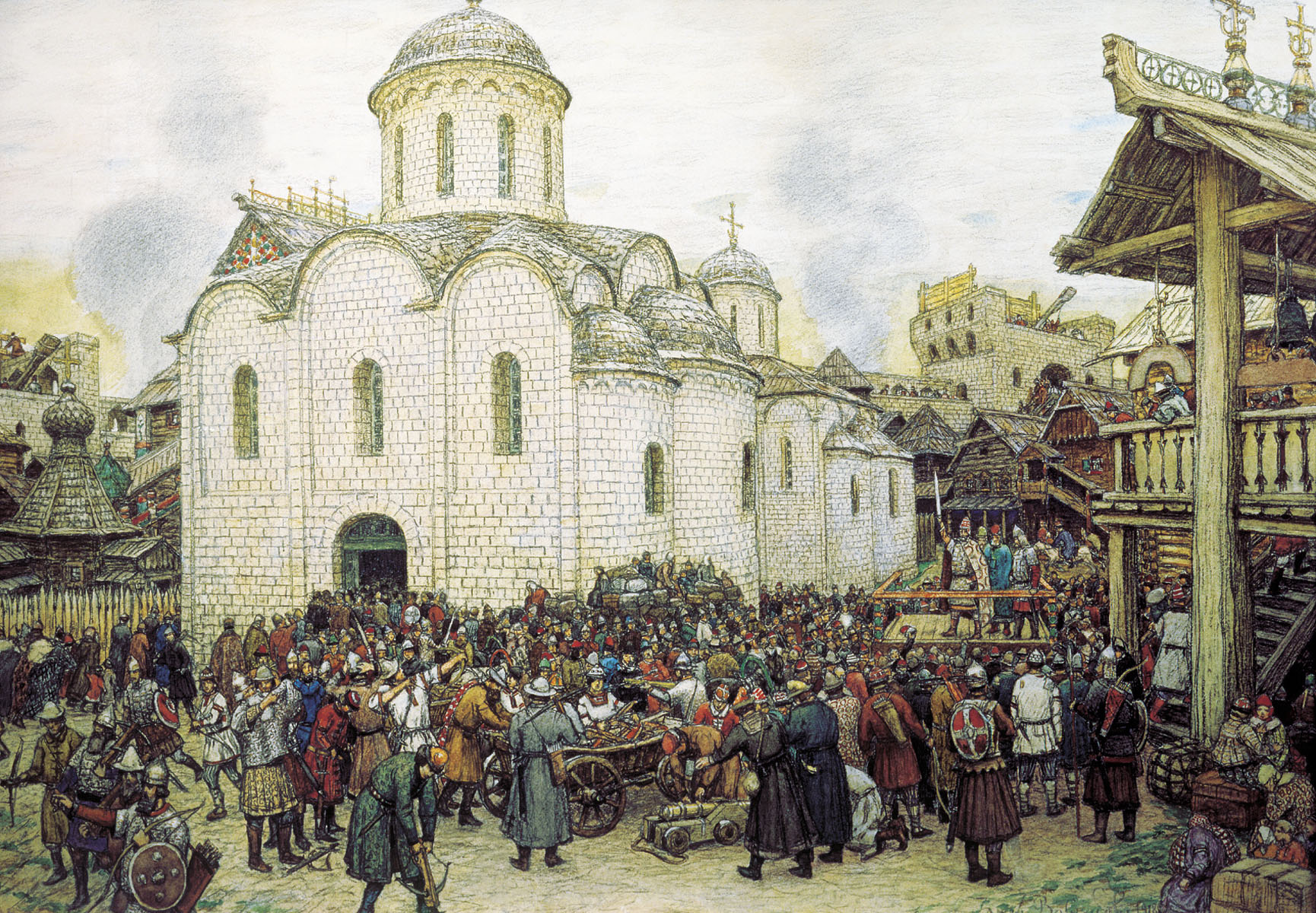
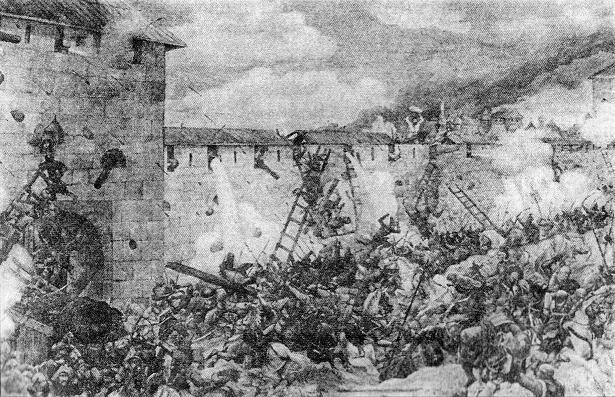
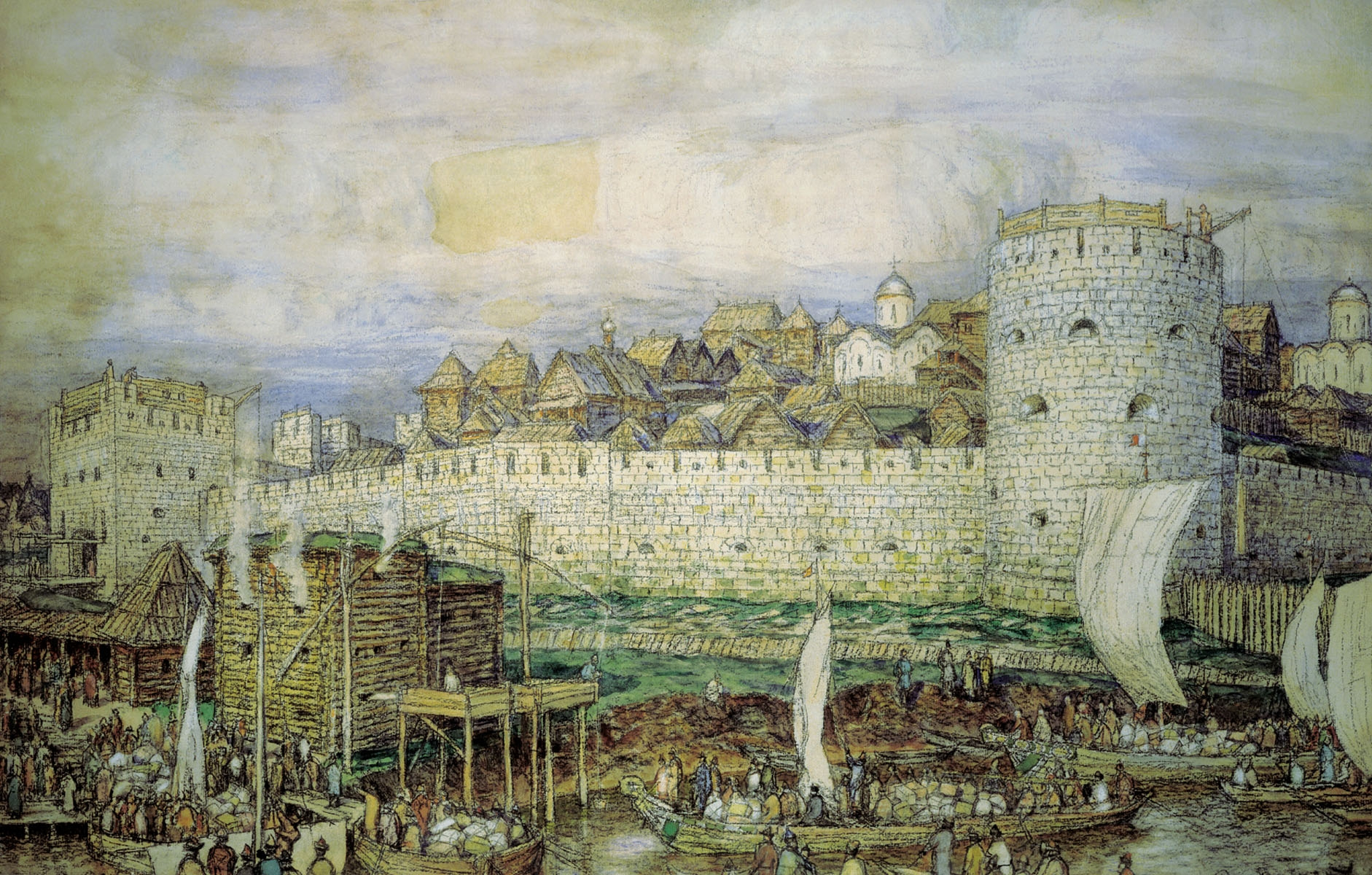